# Edgar Schein
Edgar Schein, född 5 mars 1928 i Zürich, död 26 januari 2023, var en amerikansk psykolog och tidigare professor vid MIT. Schein har studerat vid University of Chicago, Stanford University och Harvard University. Han är känd för sin forskning om företagskultur. Han arbetade med och blev influerad av Douglas McGregor och undervisade för Warren Bennis, Chris Argyris och Charles Handy. Han blev känd för sin teori om de tre kulturnivåerna.